# Mingulay
Mingulay (Miughalaigh ou Miùghlaigh em gaélico escocês) é a maior das Ilhas Barra nas Hébridas Exteriores, na Escócia. Está abandonada desde 1912, e é conhecida pelas suas numerosas populações de aves marinhas, especialmente de papagaio-do-mar (Fratercula arctica), arau-comum (Uria aalge), corvo-marinho-de-crista (Phalacrocorax aristotelis), fulmar (Fulmarus sp.) e torda-mergulheira (Alca torda)
A National Trust for Scotland é proprietária da ilha desde 2000.